# Agrotis simplonia
Agrotis simplonia är en fjärilsart som beskrevs av Carl Geyer 1832. Agrotis simplonia ingår i släktet Agrotis och familjen nattflyn. Inga underarter finns listade i Catalogue of Life.

## Bildgalleri

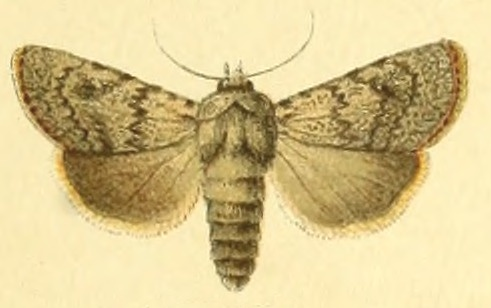
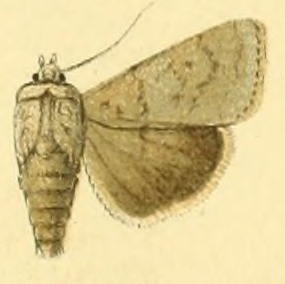